# Monument voor Henri Bakker
Het monument voor Henri Bakker is een gedenkteken in de Nederlandse stad 's-Hertogenbosch.

## Achtergrond
De Bosschenaar Henri Bakker (1878-1933) was een luchtvaartpionier. Hij wordt beschouwd als de eerste piloot bij de Nederlandse luchtmacht.
In 1936 werd herdacht dat het 25 jaar geleden was dat Bakker de eerste militaire manoeuvres uitvoerde boven de Pettelaarse Schans, waarbij werd besloten een monument voor hem op te richten op een van de bastions van Den Bosch. Leden van het oprichtingscomité waren onder anderen commissaris van de koningin Van Rijckevorsel, burgemeester Van Lanschot en generaal Snijders.
Toon Dupuis kreeg van het comité de opdracht een reliëf te maken, maar overleed kort daarna. De opdracht werd vervolgens gegund aan beeldhouwer Albert Termote. Hij maakte een plaquette met de beeltenis van Bakker, die in brons werd gegoten bij de Witmetaalfabriek in Loosduinen. Architect Co Brandes had op verzoek van Dupuis een muur ontworpen, waarin de plaquette is opgenomen.
Het monument werd geplaatst aan de Hekellaan, tegen het rondeel van de stadswallen. Het werd op zaterdag 27 augustus 1938 onthuld door leerlingen van de Bossche Jeugdluchtvaartschool, waarna kransen werden gelegd. In 2013 is het monument aan de Hekellaan afgebroken en later herplaatst bij de Pettelaarse Schans.

## Beschrijving
Het monument bestaat uit een 4,60 m brede bakstenen muur, waarin binnen natuurstenen blokken een bronzen reliëf is geplaatst. Het reliëf is 2 × 1 meter en toont een adelaar, symbool voor het vliegwezen, met in zijn klauwen het portretmedaillon van Bakker. Op de natuurstenen omlijsting is te lezen: 

DE BURGERIJ DEZER STAD AAN HAREN LUCHTVAARTPIONIER 
 1911  HENRI BAKKER 1936 
 EERSTE PILOOT VAN HET NEDERL. LEGER

De jaartallen verwijzen naar de eerste vlucht en het jubileumjaar.

## Afbeeldingen

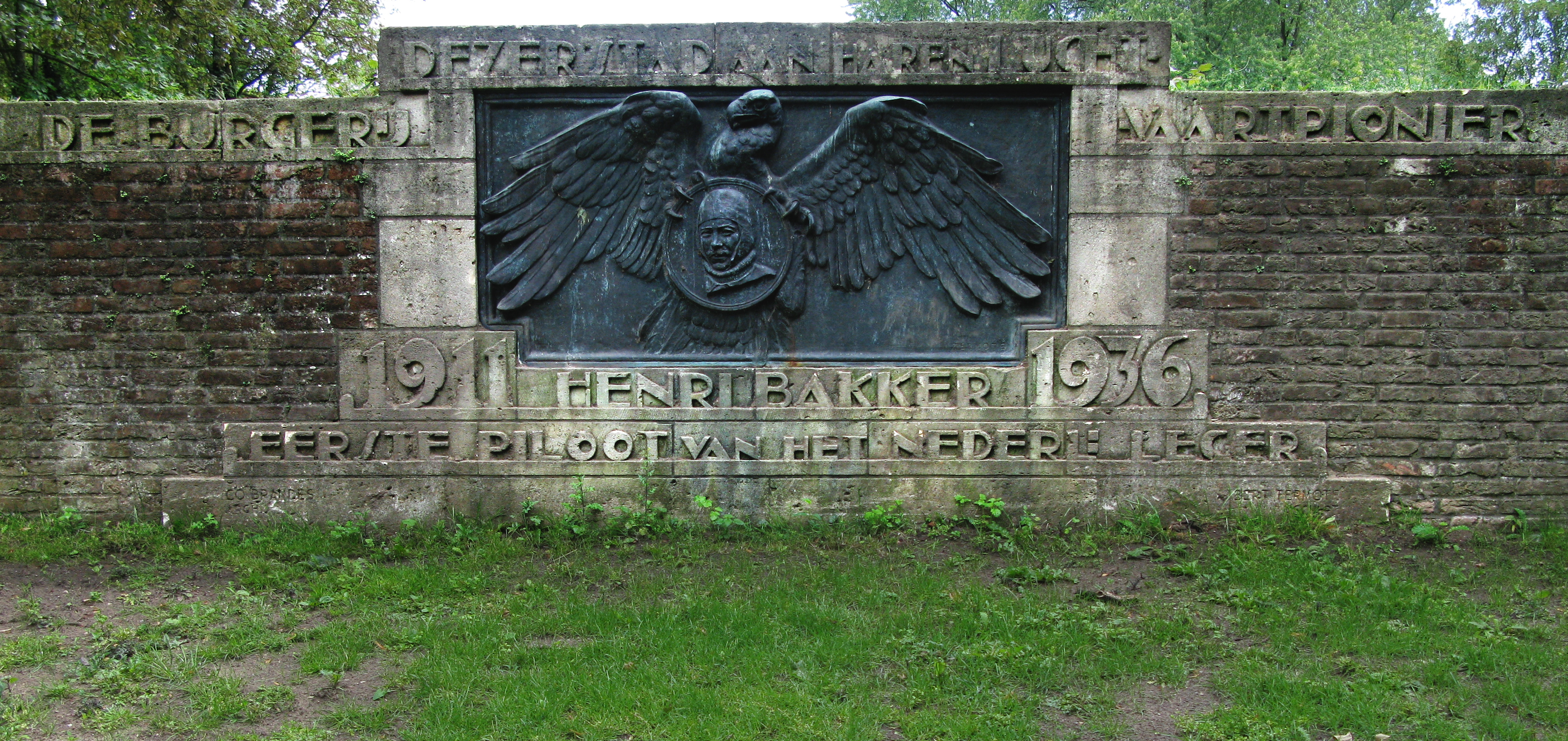
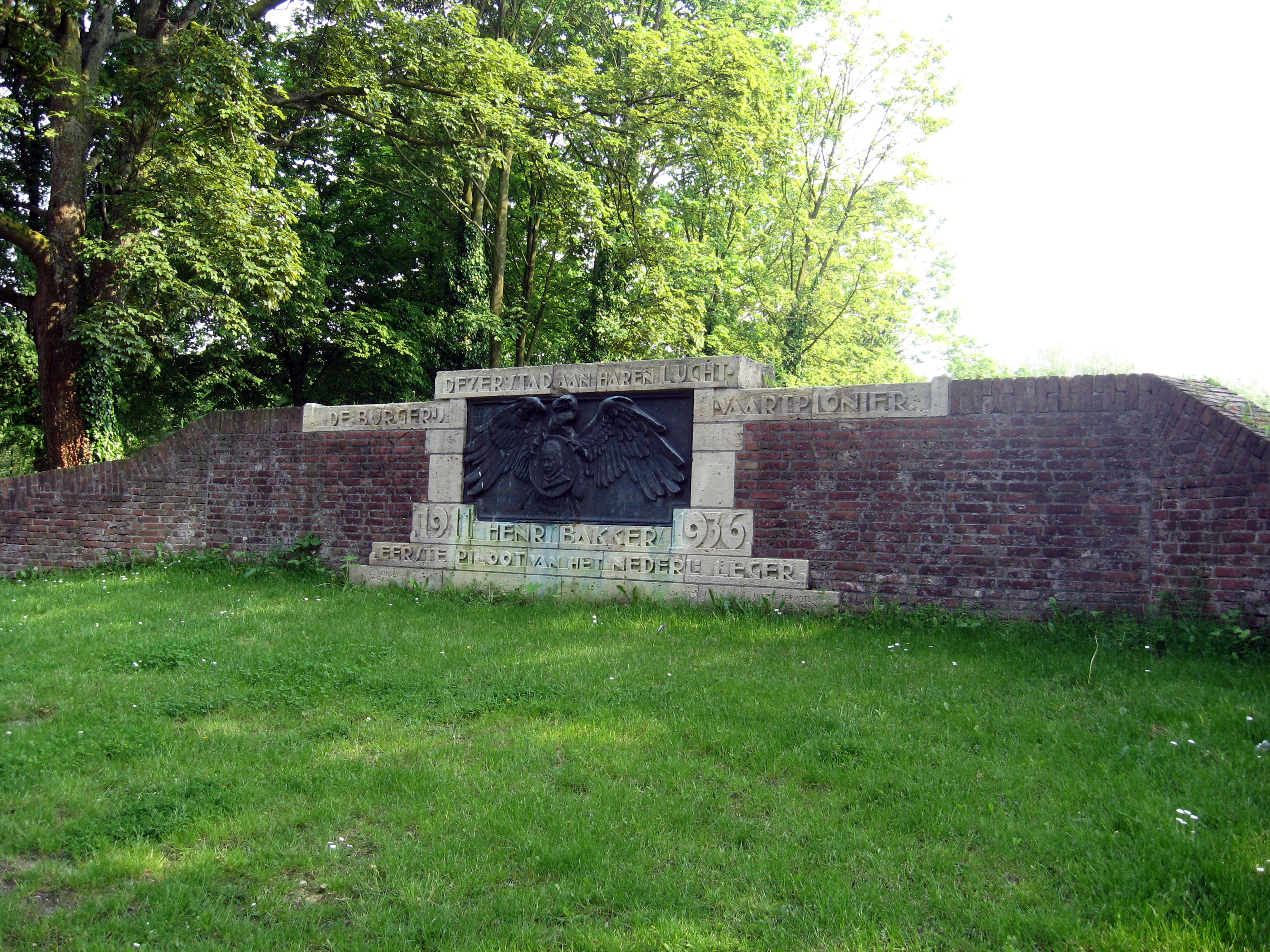

## Waardering
Het gedenkteken werd in 2001 als rijksmonument in het Monumentenregister opgenomen, vanwege de "cultuurhistorische waarden als bijzondere herinnering aan de begindagen van de Nederlandse luchtmacht en de ontwikkelingen in de luchtvaart tijdens het Interbellum. Daarnaast als bijzondere uitdrukking van een sociale ontwikkeling. Het object heeft kunsthistorische waarde wegens de esthetische kwaliteiten van het ontwerp en de zorgvuldige detaillering. Het object is gaaf bewaard gebleven. Het object is vrij zeldzaam wegens het gebruik van de Duitse Muschelkalksteen en is als gedenkteken zeldzaam binnen het oeuvre van de landelijk bekende architect Brandes."